# Catacumbas de Calisto
As Catacumbas de Calisto (também conhecidas como Cemitério de Calisto) eram uma das catacumbas de Roma, na Via Ápia, no quartiere Ardeatino, mais conhecida por conter a Cripta dos Papas (em italiano:  Capella dei Papi), onde se encontram os túmulos de diversos papas dos séculos II ao IV:p. 291.:p. 59 A cripta caiu em desuso e começou a decair conforme as diversas relíquias foram sendo trasladadas para diversas igrejas em Roma. A onda final de traslados ocorreu no século IX d.C., antes da invasão dos lombardos, principalmente para San Silvestro in Capite que, ao contrário das catacumbas, ficava dentro das muralhas aurelianas.:p. 291
Acredita-se que as catacumbas foram criadas pelo futuro papa Calisto I, então um diácono de Roma sob a direção do papa Zeferino, com o aumento de um hipogeu cristão preexistente. Ironicamente, o próprio Calisto foi enterrado na catacumba do Calepódio, na Via Aureliana. As catacumbas e a cripta foram redescobertas em 1854 pelo pioneiro arqueologista italiano Giovanni Battista de Rossi:p. 291.

## Túmulos papais

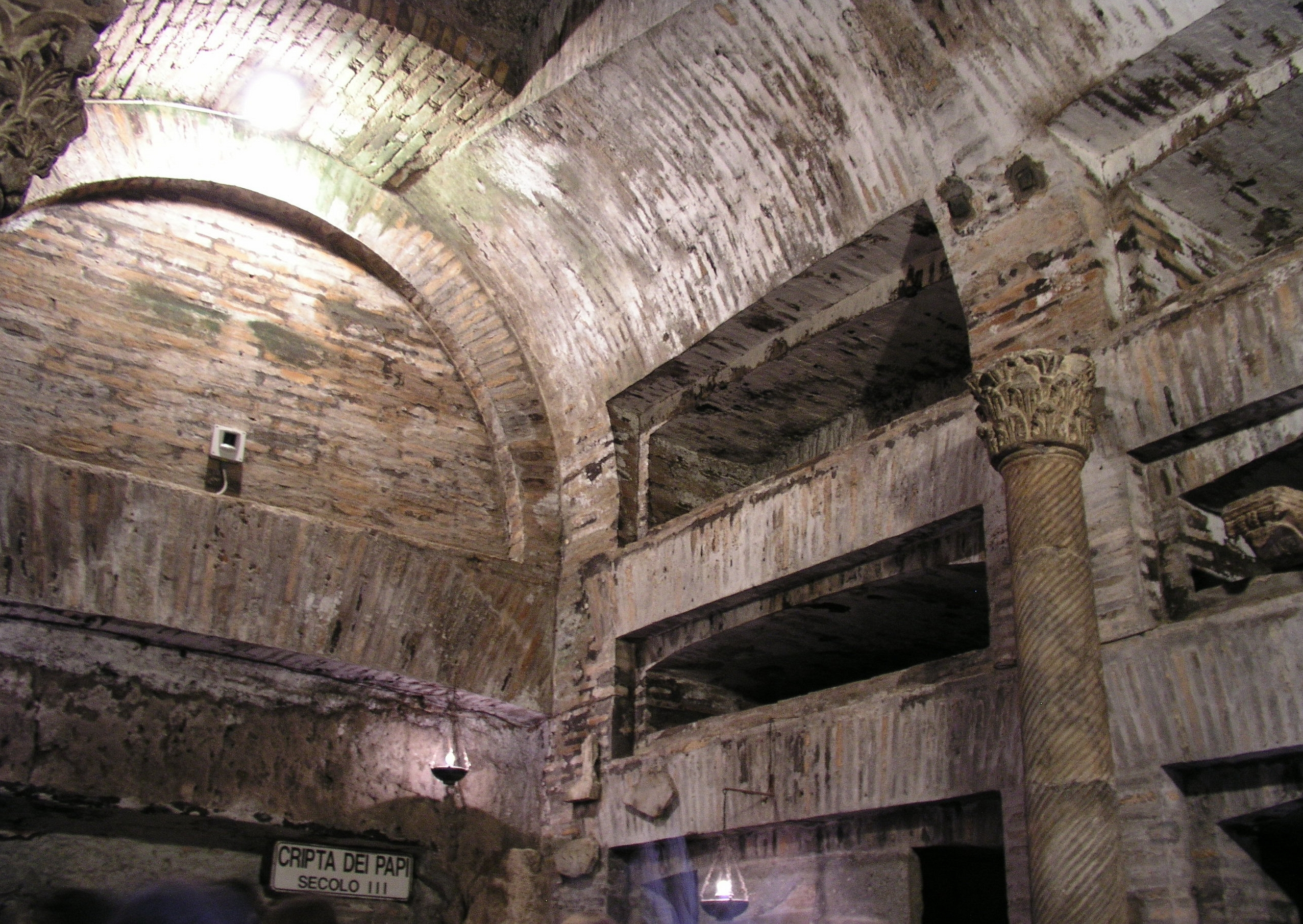
Cripta dos Papas

No seu auge, o local, com quinze hectares, continha os restos de dezesseis papas e cinquenta mártires. Nove destes papas foram enterrados na Cripta dos Papas, onde o papa Dâmaso I construiu uma escadaria no século IV d.C. Entre as inscrições gregas descobertas estão as associadas com: papa Ponciano, papa Antero, papa Fabiano, papa Lúcio I e o papa Eutiquiano. Uma inscrição mais longa feita para o papa Sisto II por Fúrio Dionísio Filócalo também foi descoberta.
Fora da Cripta dos Papas, a região de São Caio e Eusébio é assim chamada por causa dos túmulos um de frente para o outro do papa Caio e do papa Eusébio (transportado da Sicília). Em outra região, está a tumba atribuída ao papa Cornélio, com a inscrição "CORNELIVS MARTYR", também atribuída a Filócalo.
Uma placa colocada pelo papa Sisto III (ca. 440) lista os seguintes papas: Sisto II, Cornélio, Félix I, Ponciano, Fabiano, Caio, Eusébio, Melquíades, Estevão, Urbano I, Lúcio I e Antero, uma lista que não inclui nenhum túmulo do século II d.C.:p. 10 A Cripta dos Papas rapidamente lotou no século IV d.C., o que levou os outros papas a serem enterrados em outras catacumbas, como a catacumba de Priscila (sob San Martino ai Monti), a catacumba de Balbina (apenas o papa Marcos), a catacumba do Calepódio (apenas os papas Calisto I e Júlio I), a catacumba de Ponciano (apenas os papas Anastácio I e Inocêncio I, pai e filho) e a catacumba de Felicidade (apenas o papa Bonifácio I).:p. 11

### Século II
| Pontificado   | Retrato | Nome em português     | Localização antes das catacumbas                                                                          | Localização dentro das catacumbas | Localização depois das catacumbas                                              | Observações |
| ------------- | ------- | --------------------- | --- | --------------------------------- | ------------------------------------------------------------------------------ | --- |
| 155–166       |         | Aniceto São Aniceto   | Colina do Vaticano (algumas fontes afirmam que ele foi enterrado originalmente nas catacumbas de Calisto) | Desconhecido                      | Palácio Altemps (Piazza Navona)                                                | Sarcófago que pode ter preservado as relíquias ainda existe no Palácio Altemps:p. 25 e 270                                         |
| c.166–174/175 |         | Sotero São Sotero     | Nenhum | Desconhecido                      | San Silvestro in Capite San Sisto Vecchio Toledo, Espanha San Martino ai Monti | Possivelmente nunca foi enterrado nas catacumbas de Calisto e provavelmente confundido com um mártir enterrado ali em 304:p. 25-26 |
| 199–217       |         | Zeferino São Zeferino | Cemitério privado ("in cymiterio suo")                                                                    | Fora da Cripta dos Papas          | San Silvestro in Capite                                                        | Primeiro papa enterrado nas catacumbas que ele mesmo mandou que Calisto organizasse:p. 26                                          |

### Século III
| Pontificado                                 | Retrato | Nome em português           | Localização antes das catacumbas | Localização dentro das catacumbas | Localização depois das catacumbas                                                                              | Observações |
| ------------------------------------------- | ------- | --------------------------- | -------------------------------- | --------------------------------- | --- | --- |
| 222/223–230                                 |         | Urbano I Santo Urbano       | Nenhuma                          | Desconhecida (vide obs)           | Nenhuma conhecida                                                                                              | Não deve ser confundido com o bispo não romano enterrado na catacumba de Praetextatus; lápide na Cripta dos Papas tem a seguinte inscrição em grego: OYPBANOC E[pivskopoV] ("Urbano, Bispo"), o que torna a identificação incerta:p. 27                                                                    |
| 21 July 230 - 28 September 235              |         | Ponciano São Ponciano       | Sardenha                         | Cripta dos Papas                  | Nenhuma conhecida                                                                                              | Trazido da Sardenha (a "Ilha da Morte") pelo papa Fabiano em 237, enterrado na cripta papal em 12 de novembro; duas inscrições ainda existentes: IIONTIANOC EIII M[αρτυ]ρ ("Ponciano Bi[spo] M[árti]r") e ENθEΩN [αγιωv 'Eπισχοπωv] IIONTIANE ZHCHC ("Que tu vivas, Ponciano, em Deus com todos"):p. 27-28 |
| 21 de novembro de 235 - 3 de janeiro de 236 |         | Antero Santo Antero         | Nenhuma                          | Cripta dos Papas                  | San Silvestro in Capite                                                                                        | Possivelmente o primeiro papa na Cripta dos Papas; na inscrição se lê ANΘEPΩC EIII ("Antero, Bispo") e está de tal forma quebrada que pode ter um dia indicado que ele foi também um mártir:p. 28 |
| 10 de janeiro de 236 - 20 de janeiro de 250 |         | Fabiano São Fabiano         | Nenhuma                          | Cripta dos Papas                  | San Martino ai Monti Antiga Basílica de São Pedro San Sebastiano fuori le mura                                 | Inscrição em grego nas catacumbas ainda existe. Foi transportado para San Martino por Sérgio II (Liber Pontificalis) ou combinada com Sexto II na antiga Basílica de São Pedro (Petrus Mallius); no sarcófago se lê ΦABIANOC EIII MP ("Fabiano Bi[spo] M[árti]r") em San Sebastiano fuori le mura:p. 28    |
| 25 de junho de 253 - 5 de março de 254      |         | Lúcio I São Lúcio           | Nenhuma                          | Cripta dos Papas                  | Santa Cecilia in Trastevere San Silvestro in Capite Santa Prassede                                             | Na inscrição existente se lê "Lúcio, Bispo" (grego: ΛOYKIC), no sarcófago que um dia conteve seus restos e preservado na igreja de Santa Cecilia in Trastevere:p. 270:p. 30 |
| 30/31 de agosto de 257 - 6 de agosto de 258 |         | Sisto II São Sisto II       | Nenhuma                          | Cripta dos Papas                  | Antiga Basílica de São Pedro San Sisto Vecchio                                                                 | Transportado das catacumbas de Calisto para a antiga Basílica de São Pedro por Pascoal I; movido novamente para San Sisto Vecchio por Leão IV; longo epitáfio descoberto nas catacumbas de Calisto:p. 30                                                                                                   |
| 22 de julho de 259 - 26 de dezembro de 268  |         | Dionísio São Dionísio       | Nenhuma                          | Cripta dos Papas                  | San Silvestro in Capite                                                                                        | As supostas relíquias dos papas Silvestre I, Estevão I e Dionísio foram exumadas e colocadas no altar de San Silvestro in Capite em 1601; não há evidências arqueológicas nas catacumbas de Calisto:p. 31                                                                                                  |
| 5 de janeiro de 269 - 30 de dezembro de 274 |         | Félix I São Félix           | Nenhuma                          | Cripta dos Papas                  | Nenhuma conhecida                                                                                              | De acordo com a lenda foi enterrado no "Cemitério dos dois Félixes", nunca descoberto:p. 31 |
| 4 de janeiro de 275 - 7 de dezembro de 283  |         | Eutiquiano Santo Eutiquiano | Nenhuma                          | Cripta dos Papas                  | Abadia de Luni (Sarzana) Catedral de Sarzana                                                                   | Último papa a ser enterrado na Cripta dos Papas; na inscrição se lê: EYTYXIANOC EIIC ("Eutiquiano, Bispo"):p. 31 |
| 17 de dezembro de 283 - 22 de abril de 296  |         | Caio São Caio               | Nenhuma                          | Cripta de Santo Eusébio           | San Silvestro in Capite Igreja construída sobre a sua casa original Sant'Andrea della Valle (capela Barberini) | Na inscrição se lê: I [AIO]Y EIII[CKOIIOY] / KAΘ / [IIPO I] KAΛ MAIΩ[N] ("O enterro de Caio, Bispo, no 22º dia de abril:p. 31 |

### Século IV
| Pontificado                                 | Retrato | Nome em português                   | Localização antes das catacumbas | Localização dentro das catacumbas | Localização depois das catacumbas                  | Observações |
| ------------------------------------------- | ------- | ----------------------------------- | -------------------------------- | --------------------------------- | -------------------------------------------------- | --- |
| ca.309 - ca.310                             |         | Eusébio Santo Eusébio               | Sicília                          | Cripta de Santo Eusébio           | Nenhuma conhecida                                  | Inscrição e um longo epitáfio ainda existem:p. 32-33 |
| 2 de julho de 311 - 11 de janeiro de 314    |         | Milcíades Melquíades São Melquíades | Nenhuma                          | Desconhecida                      | San Silvestro in Capite                            | Único papa enterrado nas catacumbas durante a "paz na Igreja"; enterrado num grande sarcófago com uma cobertura no formato de um telhado:p. 33                                              |
| 1 de outubro de 366 - 11 de dezembro de 384 |         | Dâmaso I Santo Dâmaso               | Nenhuma                          | Desconhecida                      | Antiga Basílica de São Pedro San Lorenzo in Damaso | Enterrado com sua mãe, Laurência, e irmã, Irene; a inscrição no sarcófago ainda existe; a cabeça supostamente está num relicário doado por Clemente VIII para a Basílica de São Pedro:p. 37 |